# Польская математическая школа
Польская математическая школа (пол. Polska szkoła matematyczna) — направление в математике, сформировавшееся в Польше межвоенного периода 1920-х — 1930-х годов.
Состоит из трёх подшкол:

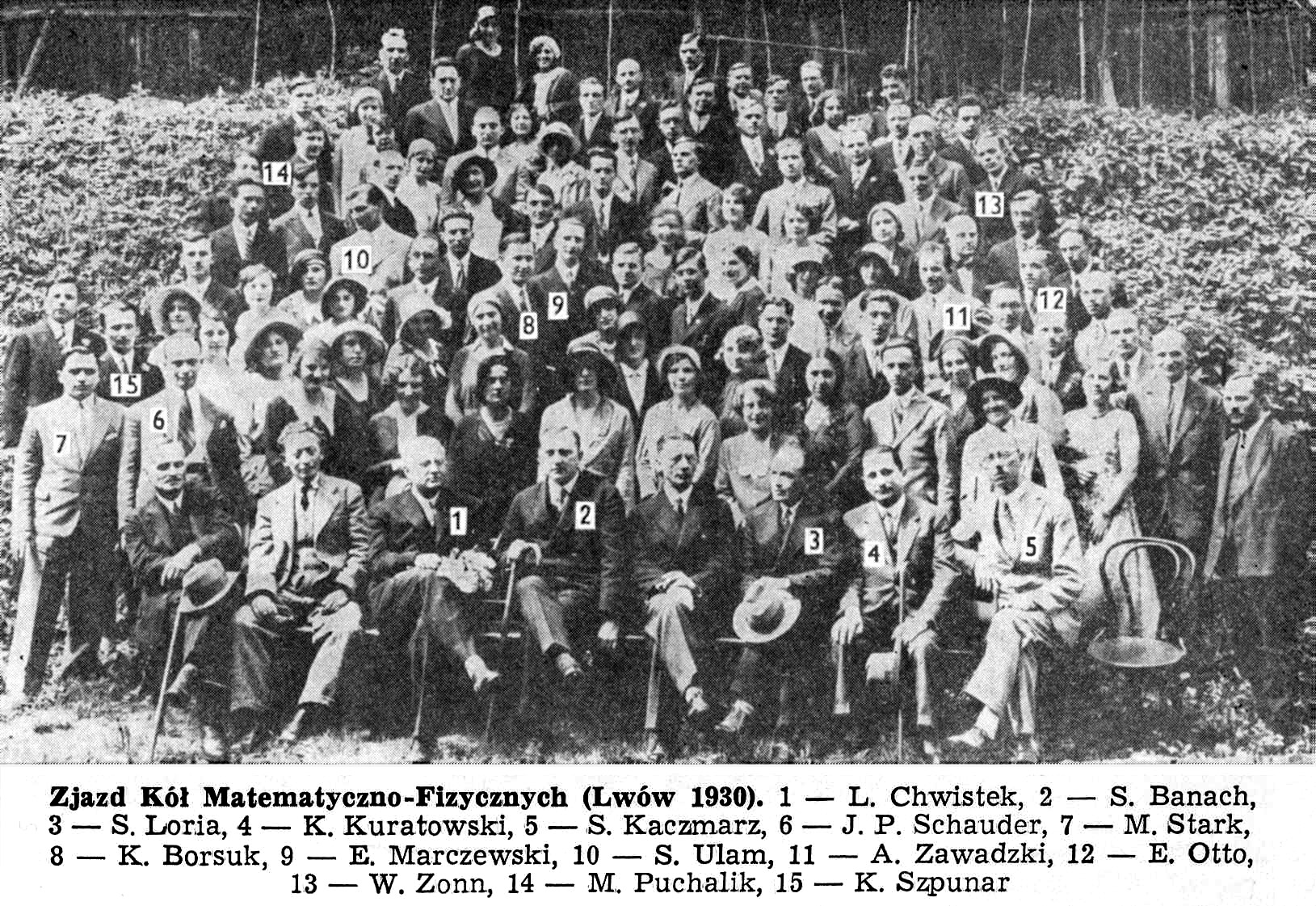
Львовская школа математики, 1930-й год. Репродукция из книги Казимира Куратовского «Полвека польской математики с 1920 по 1970 гг», опубликованной в 1973 году.

- Львовской математической школы, занимающейся функциональным анализом;
- Варшавской математической школы, специализирующейся на теории множеств, логике и топологии;
- Краковской математической школы, в чью сферу исследований входят дифференциальные уравнения и дифференциальная геометрия.

Происхождение некоторых понятий, разработанных польскими математиками в 1920-е — 1930-е годы, отмечено в их названиях — польская нотация, польское пространство.
Наиболее известными представителями Польской математической школы были Стефан Банах, Станислав Улам, Вацлав Серпинский, Герман Ауэрбах, Марк Кац, Юлиуш Павел Шаудер, Гуго Штейнгауз, Станислав Мазур, Стефан Качмарж, Зигмунд Янишевский, Казимир Куратовский, Альфред Тарский,